# Font d'El Molinar d'Alcoi
La font d'El Molinar d'Alcoi, situada al paratge d'El Molinar d'Alcoi està situada als afores de la ciutat d'Alcoi (l'Alcoià), País Valencià. És un edifici públic d'estil modernista valencià construït l'any 1912, que va ser projectat per l'enginyer municipal José Abad Carbonell. Es localitza a l'inici del barranc de la Batalla.
Es tracta d'un edifici d'estil modernista que consta d'una cúpula i un cupulí adornat amb franges de trencadís de vius colors en els quals predominen l'ocre i el blau. El cupulí es tanca amb una volta i a més es troben finestres formant arcs de mig punt.
Envolta l'edifici una tàpia octagonal que consta d'una porta per accedir a l'interior de la font. Aquesta porta és de mig punt. La pedra de la tàpia apareix formant carreu.
Els antecedents de l'edifici, que es va construir en 1912, es remunten a 1540, quan es van canalitzar les aigües del riu Molinar per obra de Melchor Llopis i posteriorment, en 1780, es va realitzar una altra a prop que també era octagonal.